# Qualificazioni al campionato mondiale maschile di pallavolo 2010 (CEV)
Le qualificazioni per il campionato mondiale di pallavolo maschile 2010 dell'Europa, hanno messo in palio 8 posti per il campionato mondiale di pallavolo maschile 2010. Delle 56 squadre europee appartenenti alla CEV e aventi diritto di partecipare alle qualificazioni, ne parteciparono 34. Non partecipò l'Italia, già qualificata in quanto paese ospitante.

## Squadre partecipanti
| - Albania - Austria - Azerbaigian - Belgio - Bielorussia - Bosnia ed Erzegovina - Bulgaria - Croazia - Danimarca | - Estonia - Finlandia - Francia - Germania - Grecia - Israele - Lettonia - Moldavia - Montenegro | - Norvegia - Paesi Bassi - Polonia - Portogallo - Regno Unito - Rep. Ceca - Romania - Russia | - Serbia - Slovacchia - Slovenia - Spagna - Svezia - Turchia - Ucraina - Ungheria |

## Prima fase

### Squadre partecipanti
| - Albania - Austria - Azerbaigian - Bielorussia - Bosnia ed Erzegovina - Israele - Lettonia | - Moldavia - Montenegro - Norvegia - Regno Unito - Romania - Svezia - Ungheria |

### Gironi
| Girone A                        | Girone B                 | Girone C                                      | Girone D                                |
| ------------------------------- | ------------------------ | --------------------------------------------- | --------------------------------------- |
| Bielorussia Israele Regno Unito | Lettonia Norvegia Svezia | Austria Bosnia ed Erzegovina Romania Ungheria | Albania Azerbaigian Moldavia Montenegro |

### Qualificate alla seconda fase
- Bielorussia
- Lettonia
- Montenegro
- Romania

## Seconda fase

### Squadre partecipanti
| - Belgio - Bielorussia - Croazia - Danimarca - Estonia - Finlandia - Germania - Grecia - Lettonia | - Montenegro - Paesi Bassi - Portogallo - Rep. Ceca - Romania - Slovacchia - Slovenia - Turchia - Ucraina |

### Gironi
| Girone E                                | Girone F                             | Girone G                                     | Girone H                                      |
| --------------------------------------- | ------------------------------------ | -------------------------------------------- | --------------------------------------------- |
| Bielorussia Croazia Germania Slovacchia | Estonia Lettonia Paesi Bassi Turchia | Danimarca Grecia Portogallo Romania Slovenia | Belgio Finlandia Montenegro Rep. Ceca Ucraina |

### Qualificate alla terza fase
| - Belgio - Estonia - Finlandia - Germania - Paesi Bassi | - Portogallo - Rep. Ceca - Romania - Slovacchia - Slovenia |

## Terza fase

### Squadre partecipanti
| - Belgio - Bulgaria - Estonia - Finlandia - Francia - Germania - Paesi Bassi - Polonia | - Portogallo - Rep. Ceca - Romania - Russia - Serbia - Slovacchia - Slovenia - Spagna |

### Gironi
| Girone I                         | Girone J                                  | Girone K                            | Girone L                      |
| -------------------------------- | ----------------------------------------- | ----------------------------------- | ----------------------------- |
| Belgio Finlandia Germania Russia | Bulgaria Paesi Bassi Portogallo Rep. Ceca | Francia Polonia Slovacchia Slovenia | Estonia Romania Serbia Spagna |

### Qualificate ai mondiali
- Bulgaria
- Francia
- Germania
- Polonia
- Rep. Ceca
- Russia
- Serbia
- Spagna